# Surano
Surano község (comune) Olaszország Puglia régiójában, Lecce megyében.

## Fekvése
A Salentói-félsziget délkeleti részén fekszik, Otranto város közelében.

## Története
A település első írásos említése 1190-ből származik, amikor Tankréd szicíliai király hűséges lovagjainak adományozta a birtokot. A Guarini di Poggiardo nemesi család 1806-ig birtokolta, amikor a Nápolyi Királyságban felszámolták a feudalizmust. Egyes feltételezések szerint (Maselli és Arditi) az 500-ban, a barbárok által elpusztított közeli Suranello lakosai alapították.

## Népessége
A népesség számának alakulása:

## Főbb látnivalói
- Madonna Assunta-templom - a település legjelentősebb temploma. Az 1500-as években épült román stílusban, majd a 18. században egy részét barokkosították.
- Madonna delle Grazie-templom - építését a 19. század végén kezdték el. 1912-ben szentelték fel.
- Palazzo Galati - a 19. század közepén épült nemesi palota.